# Samoa na Svjetskom prvenstvu u atletici 2015.
Samoa je kao članica međunarodnog atletskog saveza nastupila na Svjetskom prvenstvu u atletici 2015. u Pekingu, od 22. do 30. kolovoza, s dvojicom predstavnika.

## Rezultati
| Tumač znakova: | Q | Kvalificirani normom | q | Dodatno kvalificirani | NR | Državni rekord | PB | Osobni rekord | SB | Rekord sezone | DNA | Bez nastupa |

### Muškarci

#### Trkačke discipline
| Atletičar     | Disciplina | Četvrzavršnica | Četvrzavršnica | Poluzavršnica | Poluzavršnica | Završnica | Završnica |
| Atletičar     | Disciplina | Vrijeme        | Plasman        | Vrijeme       | Plasman       | Vrijeme   | Plasman   |
| ------------- | ---------- | -------------- | -------------- | ------------- | ------------- | --------- | --------- |
| Jeremy Dodson | 200 metara | 20,31 s SB     | 17. q          | 20,53 s       | 21.           | DNA       | DNA       |

### Bacačke dicipline
| Atletičar | Disciplina    | Kvalifikacije | Kvalifikacije | Završnica | Završnica |
| Atletičar | Disciplina    | Rezultat      | Plasman       | Rezultat  | Plasman   |
| --------- | ------------- | ------------- | ------------- | --------- | --------- |
| Alex Rose | bacanje diska | 59,07 m       | 25.           | DNA       | DNA       |